# 암스테르담 방어선

암스테르담 방어선

암스테르담 방어선(네덜란드어: Stelling van Amsterdam)은 네덜란드에 있는 세계 유산이다. 암스테르담에 위치하고 있으며, 둥근 요새 지대로 암스테르담을 20km 정도 에워싸고 있다.